# Jojutla
Jojutla est une ville mexicaine d'environ 50 000 habitants située dans le sud de l'État de Morelos. Elle se situe à 40 km de Cuernavaca, à 120 km de Mexico, à 50 km de Cuautla, à 60 km de Taxco et à 250 km d'Acapulco (distances approximatives).